# 苏丹草
苏丹草（学名：Sorghum sudanense）为禾本科高粱属下的一个种。

## 扩展阅读
- 維基物種上的相關：苏丹草